# Hobelbank

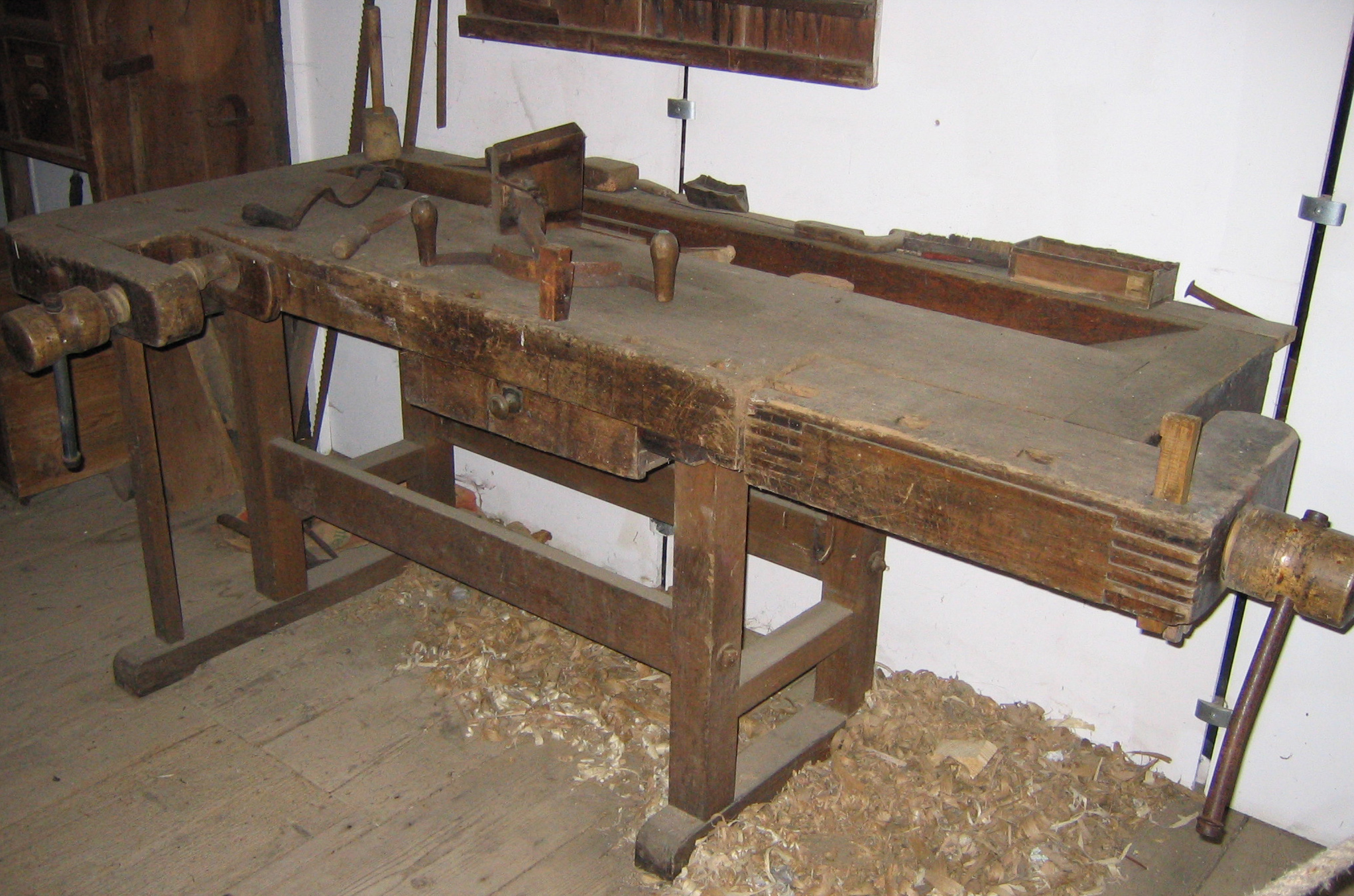
Klassische Hobelbank im Freilichtmuseum Neuhausen ob Eck

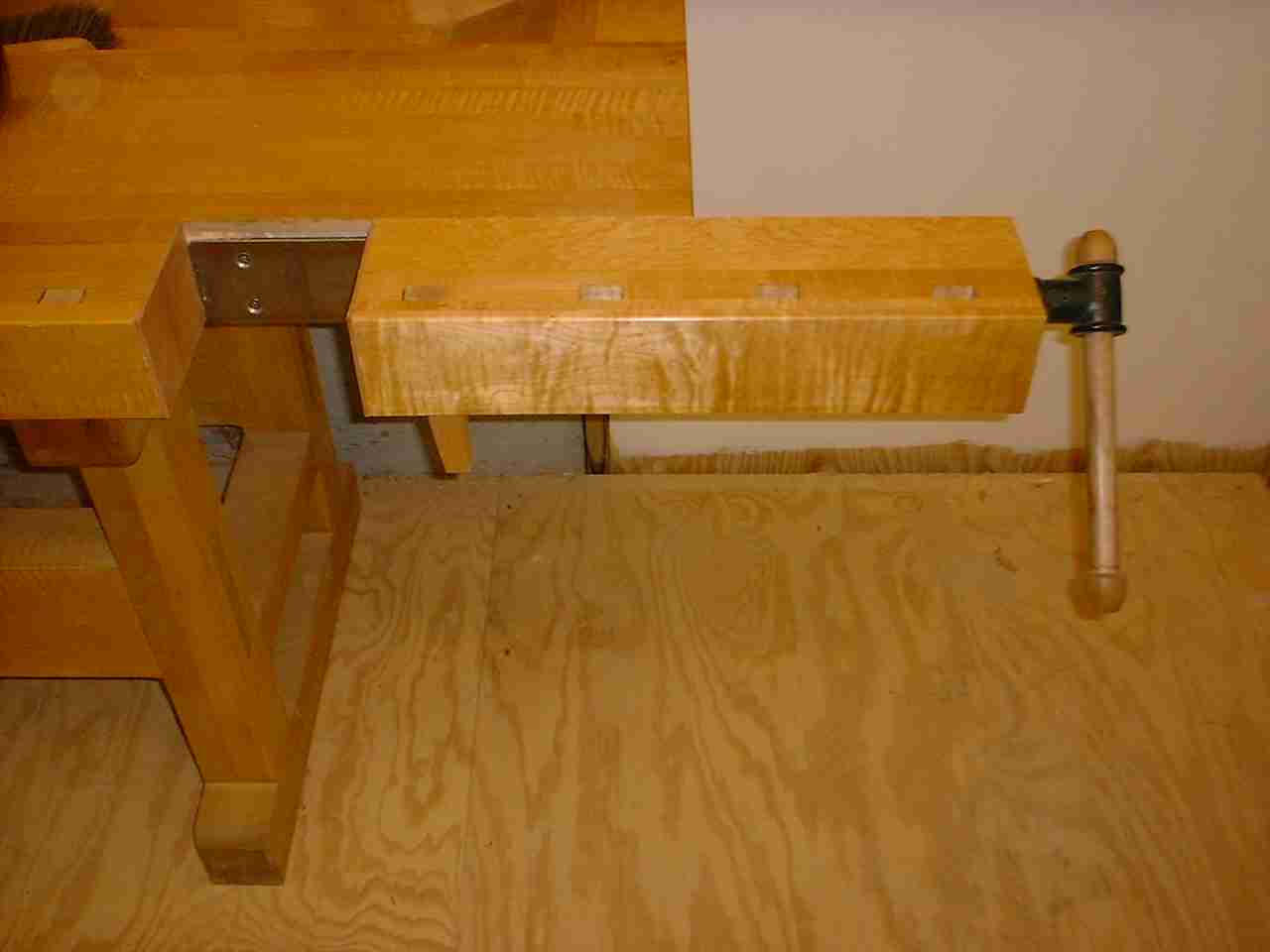
Moderne Hinterzange

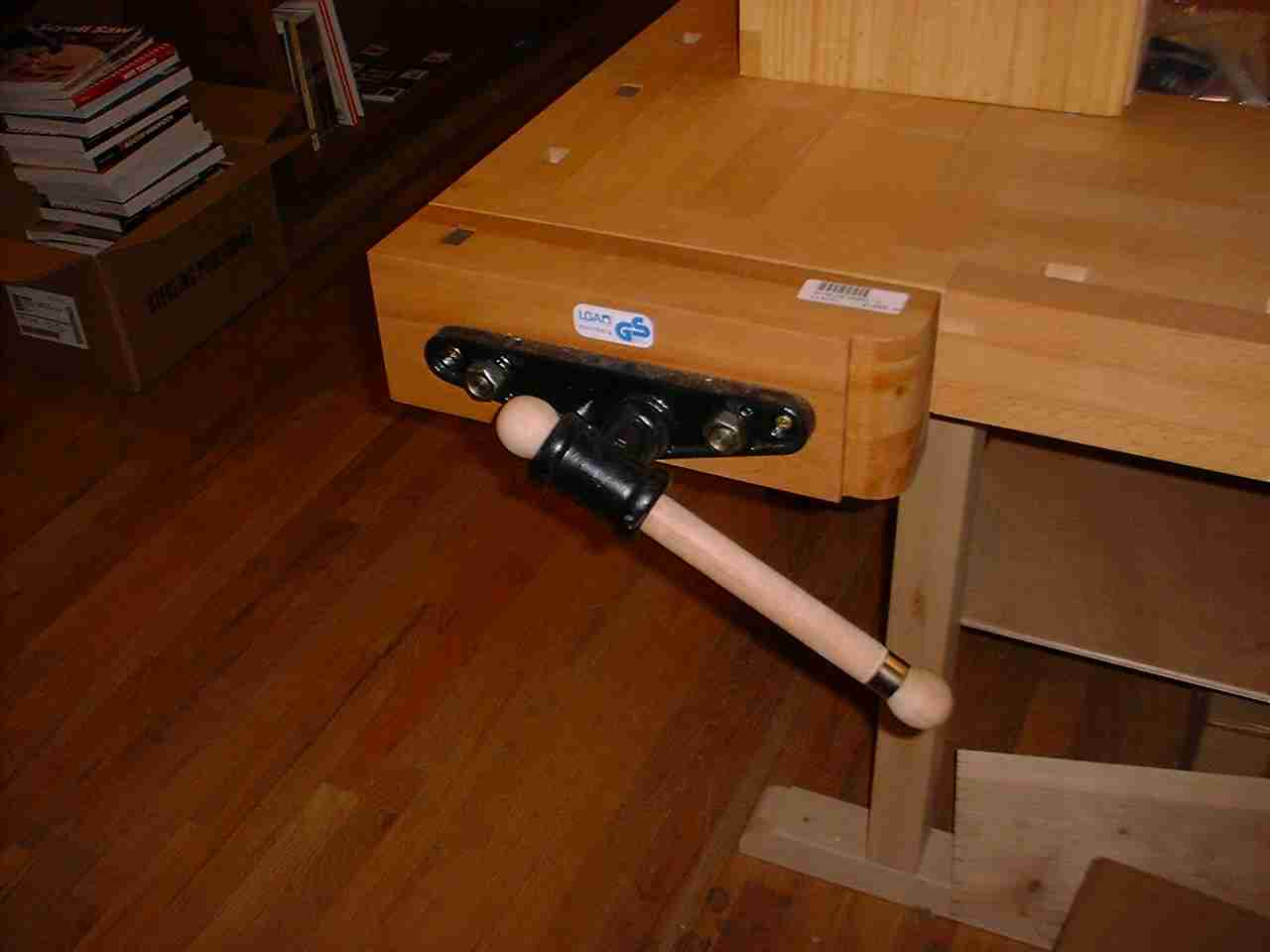
Moderne Vorderzange

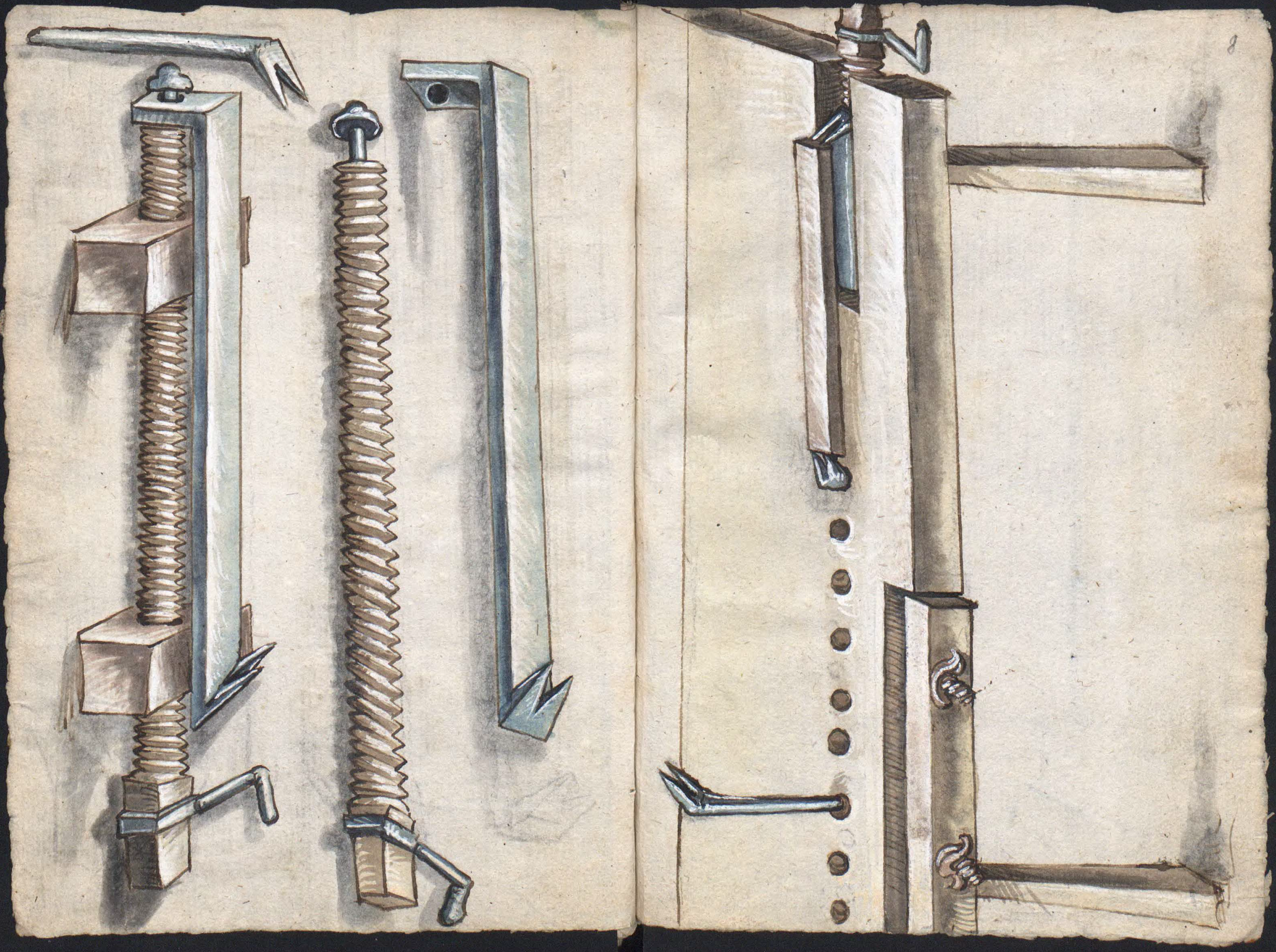
Konzept einer Hobelbank mit Vorder- und Hinterzange aus dem Löffelholz-Codex von 1505

Die Hobelbank ist die traditionelle Werkbank des Tischlers.

## Aufbau der Hobelbank
Die meist recht starke (> 50 mm) Arbeitsfläche aus Hartholz (überwiegend aus Rotbuche) ruht auf einem stabilen Gestell, welches die starken Schubkräfte, die bei Arbeiten wie beim Hobeln entstehen, leicht aufnimmt.
Die Hobelbank hebt sich durch die vorhandenen Spannmöglichkeiten von einer normalen Werkbank ab. Im Allgemeinen verfügt sie an der linken Seite über eine Vorderzange und an der rechten Seite über eine Hinterzange.
Diese Spannzangen sind bei alten Hobelbänken noch vollkommen aus Holz gearbeitet. Bei neueren Modellen sind die hölzernen Spannbacken an einer Flach- oder Trapezgewindespindel mit Führungsstangen aus Stahl befestigt, um eine möglichst exakte Parallelität und damit bei einseitiger Belastung gleichmäßige Drücke über die komplette Fläche zu erreichen. Das Rundholz, mit dem die Zangen festgezogen werden, wird Bankschlüssel genannt.
Mit der Hinterzange können Werkstücke nicht nur gegen den Tisch, sondern auch mit Bankhaken auf der Oberfläche der Hobelbank gespannt werden. Dabei werden die viereckigen oder runden Bankhaken aus Holz oder Metall in die dazugehörigen Löcher in der Hobelbankplatte und der Hinterzange gesteckt.
Die meisten Hobelbänke verfügen im hinteren Bereich über eine Beilade, eine Vertiefung zur Aufnahme von Werkzeugen und kleineren Materialstücken. Manche haben ein Schrank- oder Schubladenteil im Gestell integriert.

## Benutzung
Säge- oder Stemmarbeiten werden nie direkt auf der Arbeitsfläche der Hobelbank ausgeführt. Hierfür werden immer Zwischenlagen verwendet, um die Arbeitsfläche zu schonen. So kann eine gut gepflegte Hobelbank hundert und mehr Jahre voll funktionsfähig bleiben. Dafür sollte die Arbeitsfläche von Zeit zu Zeit mit Öl behandelt werden.
Metallarbeiten sollten an einer Hobelbank nicht ausgeführt werden, da sich Metallspäne in das Holz eindrücken können, was durch Rost zur Verfärbung von anschließend wieder dort bearbeitetem Holz führen kann. Da zum Bearbeiten von Metallwerkstücken zudem größere Kräfte angewendet werden müssen, halten diese in den weichen Holzspannzangen nicht sicher genug.

## Zubehör
Neben den regulären Bankhaken und -löchern existieren weitere Zubehöre
- Seitenbankhaken zum Spannen von Werkstücken vor der Bankplatte
- Spitzbankhaken zum Halten dünner Werkstücke
- Bankknecht mit verstellbarer Auflage zum Unterstützen langer Teile